# 223. Infanterie-Division (Wehrmacht)
Die 223. Infanterie-Division war ein militärischer Großverband der Wehrmacht.

## Geschichte
Einsatzräume:
- Deutschland: September 1939 bis Mai 1940
- Frankreich: Mai 1940 bis November 1941
- Ostfront, Nordabschnitt: Dezember 1941 bis August 1943
- Ostfront, Südabschnitt: August bis November 1943

### Aufstellung
Die 223. Inf.-Div. wurde im Rahmen der 3. Aufstellungswelle ab 26. August 1939 im Wehrkreis IV Dresden neu aufgestellt. 

### Westwall
Es folgte die Verlegung zur 1. Armee in die Saarpfalz, dann aber im November 1939 nach Posen (siehe Reichsgau Wartheland), alsbald jedoch im März 1940 zur Vorbereitung für den Fall Gelb wieder an den Niederrhein. 

### Fall Gelb
Aus dem Raum Aachen bewegte sich die 223. Inf.-Div. über Lüttich nach Roubaix in Frankreich.

### Atlantikwall
Danach befand sie sich bis Juli 1940 in Rouen, beteiligte sich an der Sicherung der Kanalküste und wurde im November 1940 in Südwestfrankreich eingesetzt im Raum Bordeaux.

### Verlegung an die Ostfront
Im November 1941 wurde die 223. Inf.-Div. an die Ostfront verlegt, um im Rahmen der Heeresgruppe Nord an den Kämpfen um Schlüsselburg und Leningrad teilzunehmen. Dabei erlitt insbesondere das IR 425 schwere Verluste, zumal die Infanteristen ohne Winterbekleidung extremen Kältegraden ausgesetzt waren. Der Einsatz in Nordrussland hielt bis zum Mai 1943 an. In dieser Zeit war die 223. Inf.-Div. an zahlreichen Gefechten um die Sinjawino-Höhen, den sogenannten „Flaschenhals“ östlich von Leningrad, um Dubrowka, Mga, am Wolchow, bei Woronowo und Lodwa beteiligt. Im Juni 1942 mussten 3 der 9 Infanteriebataillone aufgelöst werden. 

### Auffrischung
Nach weiteren hohen Ausfällen wurde die Division im Juni 1943 bei Welikije Luki aufgefrischt und blieb dort bis August 1943 im Einsatz.

### Verlegung zur Heeresgruppe Süd
Ende August 1943 erfolgte die Verlegung in die Ukraine zur Heeresgruppe Süd in den Raum Charkow. Dort wurde die 223. Inf.-Div. in verlustreiche Abwehrkämpfe mit der vorrückenden Sowjetarmee verwickelt und auf den Dnjepr zurückgeworfen. Im November 1943 führte sie im Rahmen der 4. Panzerarmee weitere Abwehrkämpfe, vor allem bei Kiew.

### Auflösung
Am 26. November 1943 musste die 223. Inf.-Div. aufgrund ihrer schweren Verluste durch die 4. Panzerarmee aufgelöst werden. 

### Verwendung der Reste der Division
Der Divisionsstab und verschiedene Einheiten der 223. Inf.-Div. wurden in die neue 275. Infanterie-Division eingegliedert, andere Restteile gingen in der 168. Inf.-Div. auf.

## Personen
| Dienstzeit                          | Dienstgrad             | Name              |
| ----------------------------------- | ---------------------- | ----------------- |
| 1. September 1939 bis 6. Mai 1941   | Generalleutnant        | Paul-Willi Körner |
| 6. Mai 1941 bis 20. Oktober 1942    | General der Infanterie | Rudolf Lüters     |
| 20. Oktober 1942 bis September 1943 | Generalleutnant        | Christian Usinger |

| Dienstzeit                             | Dienstgrad     | Name              |
| -------------------------------------- | -------------- | ----------------- |
| 26. August 1939 bis 25. Oktober 1940   | Major          | Joachim Hesse     |
| 25. Oktober 1940 bis 26. November 1943 | Oberstleutnant | Herbert Deinhardt |

## Gliederung
Veränderungen in der Gliederung der 223. ID von 1939 bis 1942
| 1939                       | 1942                     |
| -------------------------- | ------------------------ |
| Infanterie-Regiment 344    | Grenadier-Regiment 344   |
| Infanterie-Regiment 385    | Grenadier-Regiment 385   |
| Infanterie-Regiment 425    | Grenadier-Regiment 425   |
| Artillerie-Regiment 223    |                          |
| Pionier-Bataillon 223      |                          |
| Panzerabwehr-Abteilung 223 |                          |
| Aufklärungs-Abteilung 223  | Feldersatz-Bataillon 223 |
| Nachrichten-Abteilung 223  |                          |
| Nachschubstruppen 223      |                          |